# 아르카브 프리오르
아르카브 프리오르(Arkab Prior) 또는 궁수자리 베타1(β1 Sgr)은 궁수자리 방향에 있는 쌍성계로 망원경자리와 맞닿는 경계 근처에 자리잡고 있다. 쌍성계 구성원 둘 중 밝은 쪽에 계 전체를 전통적 이름인 아르카브 프리오르가 붙어 있다.

## 속성
계 전체의 겉보기등급은 +4.01로 맨눈으로 볼 수 있다. 지구에서 볼 때의 시차 변화량은 10.40 밀리초각으로 이로부터 이 계는 지구로부터 약 310 광년 떨어져 있음을 알 수 있다. 이 별의 겉보기 등급은 이 별과 우리 사이에 있는 성간 먼지 때문에 소광 효과가 일어나 0.17만큼 어두워진다.
이 계를 이루는 두 별은 서로 28.3 초각 각거리만큼 떨어져 있으며 이 간격은 실제로 3290 천문단위 정도이다.
주성 궁수자리 베타1 A는 분광형 B9 V의 B형 주계열성이다. A는 주계열상의 일생 중 대략 95%를 보냈다. A의 질량은 태양의 3.7 배이며 반지름은 2.7 배이다. 추정 나이는 2억 2400만 년이며 자전 속도는 초당 85 킬로미터이다. 표면의 유효온도는 11960 켈빈으로 태양의 324 배에 이르는 에너지를 복사하고 있다.
반성 궁수자리 베타1 B는 분광형 A5 V의 주계열성으로 겉보기등급은 7.4이다. 반지름은 태양의 1.89 배이며 자전 속도는 초당 140 킬로미터로 주성보다 빠르게 돌고 있는 것 같다.

## 명명법
2016년 국제천문연맹(IAU)은 항성들의 고유명칭을 목록화, 표준화할 목적으로 항성명칭 워킹그룹을 조직했다. WGSN은 2016년 10월 5일 궁수자리 베타1에 아르카브 프리오르(Arkab Prior) 명칭을 공식 부여했다. WGSN은 다중성계를 구성하는 항성들에 식별자(예: 워싱턴 이중성 목록이 쓰는 기호)가 명확히 부여되어 있지 않은 경우, 겉보기 등급이 가장 밝은 구성원에 고유 명칭이 부여된 것으로 간주한다.
궁수자리 베타1(β1 Sgr)은 이 계를 바이어 명명법으로 부른 명칭이다. 계의 구성원 둘에 각각 궁수자리 베타1 A, B를 부여한 것은 워싱턴 다중성 목록(WMC)이 다중성계를 표시하기 위해 사용하는 관례에 따른 것이며 IAU도 이 체계를 채택했다.
중화권에서 아르카브 프리오르는 천연(天淵, 하늘의 연못)에 속해 있다. 천연은 아르카브 프리오르 외에 궁수자리 베타2, 궁수자리 알파로 이루어져 있다. 이들 중 아르카브 프리오르 하나만을 부르는 명칭은 천연2(天淵二, 하늘의 연못 중 두 번째)이다.